# Красносельское (Хабаровский край)
Красносе́льское — село в Хабаровском районе Хабаровского края. Входит в состав Елабужского сельского поселения.

## География
Село находится в южной части Хабаровского края, вблизи реки Амур, примерно в 1 км ниже Елабуги.
Ближайший крупный населённый пункт — город Хабаровск, расположенный примерно в 30 километрах к северо-западу от Красносельского.
Дорога к сёлам Елабуга и Красносельское отходит от 101-го километра автотрассы Хабаровск — Комсомольск-на-Амуре, расстояние до трассы около 4 км.

## История
Информации о дате основания села Красносельское в доступных источниках немного. Однако известно, что село имеет давнюю историю и связано с развитием региона в период освоения Дальнего Востока.

## Население
| 2002 | 2010 | 2011 | 2012 | 2021 |
| ---- | ---- | ---- | ---- | ---- |
| 14   | ↘7   | →7   | →7   | ↘4   |

Согласно данным переписи 2021 года, в селе проживает 4 человека.  Это свидетельствует о значительном сокращении численности населения за последние десятилетия, что характерно для многих малых населённых пунктов региона. 

## Экономика и инфраструктура
В силу малочисленности населения, экономика села представлена, вероятно, личными подсобными хозяйствами. Информация о наличии образовательных, медицинских и культурных учреждений отсутствует, что может свидетельствовать об их отсутствии в селе.

## Транспорт
Село связано с районным и краевым центрами автомобильными дорогами. Близость к Хабаровску обеспечивает относительную доступность транспортных и иных услуг.